# 7258 Pettarin
A 7258 Pettarin (ideiglenes jelöléssel 1994 EF) a Naprendszer kisbolygóövében található aszteroida. Stroncone fedezte fel 1994. március 5-én.